# Яшлавський Енвер Серверович
Яшлавський Енвер Серверович (1971, Самарканд, Узбекистан) - кримськотатарський вітражист.

## Біографія
У 1988 -1994 рр. навчався у Самаркандському архітектурно-будівельному інституті.
У 2009 р. закінчив Таврійський Національний університет» за спеціальністю «Фінанси».
2009-2012 роках навчався у Національній академії державного управління при Президенті України, м. Київ.
З середини 2016 року почав займатися виготовленням вітражів у техніці «Тіффані». Має на меті відроджувати традиційне ремесло з виготовлення національних кримськотатарських ліхтарів з елементами вітражу з міді та латуні.
5 жовтня 2017 року брав участь у виставці «Декоративное искусство крымских татар. Сквозь призму столетия» (укр. - "Ужиткове мистецтво кримських татар. Крізь призму століть"  Бахчисарай Крим. 